# Гуртовий Василь Мусійович
Василь Мусійович Гуртовий (нар. 9 січня 1927, село Івангород Олександрівського району Кіровоградської області — 23 квітня 2004, місто Кіровоград, тепер Кропивницький) — український радянський діяч, голова колгоспу імені Леніна Знам'янського району Кіровоградської області, Герой Соціалістичної Праці (22.12.1977). Депутат Верховної Ради УРСР 10—11-го скликань.

## Біографія
У 1944—1948 роках — в Радянській армії.
У 1948—1950 роках — секретар, експедитор, агроном відділку Другого імені Петровського цукрового комбінату Олександрівського району Кіровоградської області.
Освіта середня спеціальна. У 1951 році закінчив курси підвищення кваліфікації керуючих відділків радгоспів при Білоцерківському сільськогосподарському технікумі Київської області.
У 1951—1953 роках — агроном, керуючий відділку радгоспу імені Карла Маркса системи Міністерства харчової промисловості Української РСР Долинського району Кіровоградської області.
У 1953—1959 роках — агроном, керуючий відділку радгоспу Капітанівського цукрового комбінату Новомиргородського району Кіровоградської області; керуючий відділку Драбівського бурякорадгоспу Черкаської області.
У 1959—1966 роках — керуючий Новороманівського відділку радгоспу Саблино-Знам'янського цукрового комбінату Кіровоградської області.
Член КПРС з 1963 року.
З 1966 року — голова колгоспу імені Леніна села Суботці Знам'янського району Кіровоградської області.
Потім — на пенсії в місті Кіровограді (тепер Кропивницькому).

## Нагороди
- Герой Соціалістичної Праці (22.12.1977)
- два ордени Леніна (22.12.1977)
- орден Жовтневої Революції
- орден Дружби народів
- орден Вітчизняної війни 2-го ст.
- медалі
- заслужений працівник сільського господарства Української РСР.